# Aeroflot Flight 1492

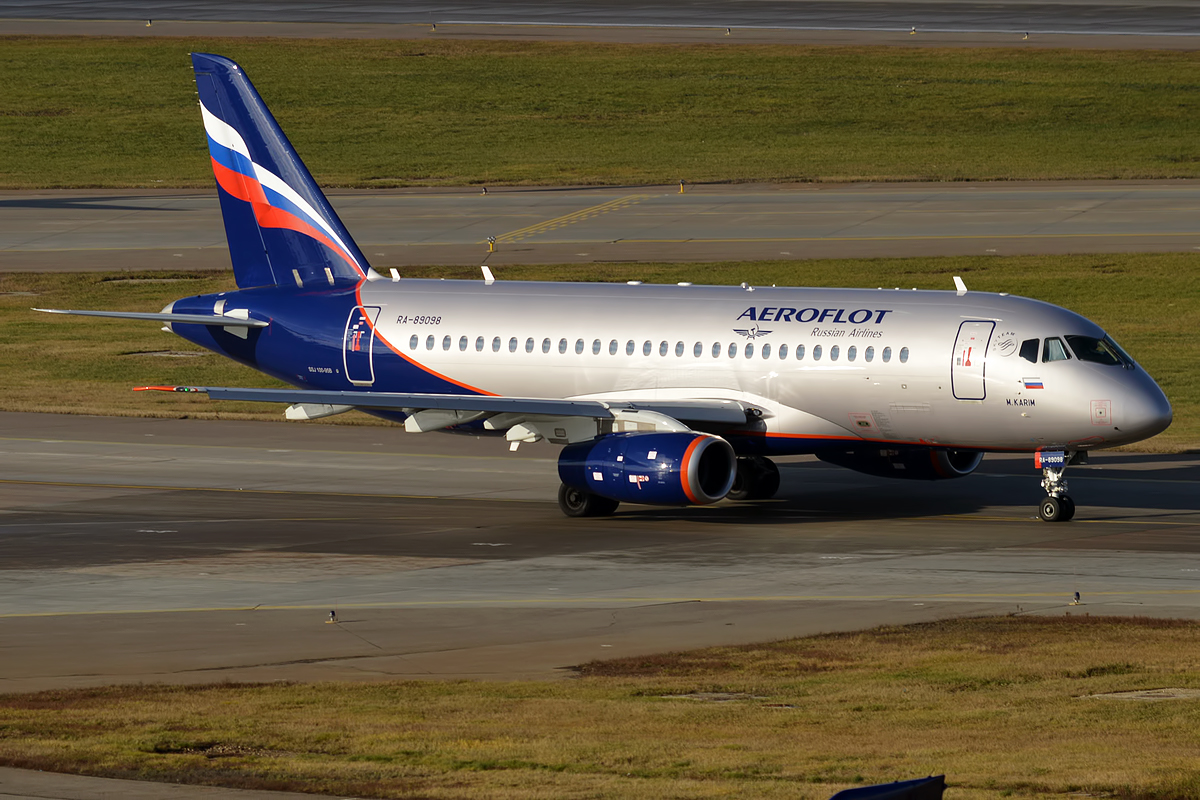
Suchoj Superjet 100.

Aeroflot Flight 1492 var ett planerat inrikesflyg med avgång den 5 maj 2019 från Sjeremetevos internationella flygplats, Moskva, till Murmansk flygplats, Ryssland.
Kort efter start sände Suchoj Superjet 100-flygplanet ut en nödsignal på grund av felfunktioner och återvände till Sjeremetevo och genomförde en nödlandning. Planet genomförde en våldsam nödlandning med fulla bränsletankar varvid planet fattade eld. Planet hade 73 passagerare och 5 besättningsmän, varav 40 passagerare och 1 besättningsman omkom.
Olycksflygplanet var en rysk Suchoj Superjet 100 med registreringsbeteckning RA-89098 och MSN (tillverkarens serienummer) 95135, som togs i trafik 2017. Olyckan är under utredning (april 2022).